# 쿱시노보

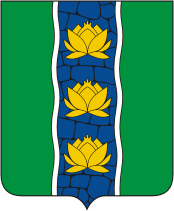
시 문장

쿱시노보(러시아어: Кувши́ново)는 러시아 트베리주 북동부에 위치한 도시로, 인구는 11,276명(2002년 기준)이다. 트베리(트베리 주의 주도)에서 서쪽으로 133km 정도 떨어진 곳에 위치한다.
1910년 건설되었으며 1938년 시로 승격되었다.